# Spathius hainanensis
Spathius hainanensis är en stekelart som beskrevs av Chao 1977. Spathius hainanensis ingår i släktet Spathius och familjen bracksteklar. Inga underarter finns listade i Catalogue of Life.